# Vrbice (ort i Tjeckien, lat 50,09, long 16,25)
Vrbice är en ort i Tjeckien. Den ligger i den östra delen av landet, 130 km öster om huvudstaden Prag. Vrbice ligger 425 meter över havet och antalet invånare är 129.
Terrängen runt Vrbice är platt åt sydväst, men åt nordost är den kuperad. Vrbice ligger uppe på en höjd. Runt Vrbice är det ganska tätbefolkat, med 72 invånare per kvadratkilometer. Närmaste större samhälle är Ústí nad Orlicí, 16,3 km sydost om Vrbice. Omgivningarna runt Vrbice är en mosaik av jordbruksmark och naturlig växtlighet.